# SFW-1 Sanok
SFW-1 Sanok – polski prototyp autobusu turystycznego, skonstruowany w 1958 roku w Sanockiej Fabryce Wagonów „Sanowag”.

## Historia modelu
W 1957 roku w Sanockiej Fabryce Wagonów „Sanowag” podjęto prace nad skonstruowaniem nowego modelu autobusu turystycznego średniej pojemności. 
Prace trwały przez okres 16 miesięcy w biurze konstrukcyjnym pod kierunkiem inż. Jerzego Potockiego. Efektem tych prac był przedstawiony w 1958 roku, prototypowy pojazd o oznaczeniu SFW-1 Sanok. Nadwozie tego modelu o oryginalnej stylistyce projektu Zdzisława Beksińskiego charakteryzowało się dużą powierzchnią przeszkloną oraz szpiczastymi przednimi osłonami chwytów powietrza i głęboko wysuniętą za tylną oś komorą silnika, dodatkowo zakończoną tzw. „ogonami”.
Samonośne wręgowo-powłokowe nadwozie prototypu oparte zostało na płycie podłogowej wzmocnionej kesonem, który wykorzystany został jako bagażnik podpodłogowy o dopuszczalnym obciążeniu wynoszącym 300 kg. Poszycie zewnętrzne nadwozia wykonane zostało z blachy stalowej. W prawej ścianie bocznej autobusu pomiędzy przednią i tylną osią umieszczone zostały otwierane od wewnątrz dwuskrzydłowe drzwi, prowadzące do wnętrza pojazdu. W lewej ścianie bocznej zastosowano natomiast drzwi przeznaczone dla kierowcy. Wnętrze prototypu wyposażone w ogrzewanie oraz system wentylacji, przeznaczone zostało do przewozu 40 pasażerów na miejscach siedzących, przy czym ostatni rząd siedzeń został usytuowany tyłem.
Do napędu SFW-1 zastosowano prototypowy 6-cylindrowy, rzędowy silnik benzynowy typu S470 o pojemności skokowej 4196 cm³ i mocy maksymalnej 69,8 kW (95 KM). Jednostka napędowa zblokowana została z 5-biegową manualną, niezsynchronizowaną skrzynią biegów. Silnik umieszczony został w tylnej części pojazdu, napęd na koła tylne przekazywany był poprzez krótki wał o konstrukcji rurowej.  W układzie jezdnym zastosowano komponenty ze średniego samochodu ciężarowego Star 21. W przednim zawieszeniu zastosowano oś sztywną opartą na półeliptycznych resorach piórowych oraz amortyzatorach ramieniowych. Tylny most napędowy zawieszony został na półeliptycznych resorach piórowych, dodatkowo wspartych przez pomocnicze resory piórowe.
Produkcji oraz dalszych prac rozwojowych nad modelem SFW-1 Sanok nie podjęto, ze względu na negatywną opinię wydaną 5 marca 1958 roku przez Państwową Komisję Oceny Transportu Samochodowego w Warszawie.